# 獅身人面像前的波拿巴
《獅身人面像前的波拿巴》（法語：Bonaparte devant le Sphinx) ，又名《俄狄浦斯》（法語：Œdipe），是1886年由法國畫家讓-里奧·傑洛姆所作的畫作，它描繪了埃及戰役中拿破崙在馬背上面對吉薩的獅身人面像時的情境。該畫作最初的名字是《俄狄浦斯》，這來源於俄狄浦斯和斯芬克斯的神話。